# Samuel Insull
Samuel Insull (né le 11 novembre 1859 à Londres et mort le 16 juillet 1938 à Paris) est un investisseur de Chicago spécialisé dans l'achat de compagnies d'énergies et de chemins de fer. Il fonda le Chicago Rapid Transit (CRT), compagnie de transport qui géra le métro de Chicago de 1924 à 1947. Il contribua à créer aux États-Unis une infrastructure électrique intégrée et fut également responsable de la construction du Civic Opera House de Chicago.
Il fait partie des personnalités dont John Dos Passos a écrit une courte biographie, au sein de sa trilogie U.S.A..